# Do Ya Wanna Funk
"Do Ya Wanna Funk" er en sang indspillet af den amerikanske sanger Sylvester. Sangen blev udgivet i 1982 og blev produceret af Patrick Cowley, som tilfældigvis døde samme år. Do Ya Wanna Funk var hovedsagelig en succes i Europa, specielt i Schweiz, Nederlandene og Norge, hvor den i det sidstnævnte land kom ind blandt top 10, og til og med i Storbritannien, hvor den kom op blandt top 40 på hitlisterne. Do Ya Wanna Funk høres kortvarigt i filmen Bossen og Bumsen med skuespillerne Eddie Murphy og Dan Aykroyd i hovedrollerne.

## Sporliste
- 12" vinyl i USA:'[2]

1. "Do Ya Wanna Funk" – 6:47
2. "Do Ya Wanna Funk" (instrumental) – 6:47
3. "Do Ya Wanna Funk" (radio version) – 3:29

- 12" vinyl i UK:[2]

1. "Do Ya Wanna Funk" – 6:47
2. "Do Ya Wanna Funk" (instrumental) – 6:47
3. "Do Ya Wanna Funk" (radio version) – 3:29

## Charts
| Chart (1982/1983)                            | Peak position |
| -------------------------------------------- | ------------- |
| Schweizer Hitparade                          | #12           |
| Dutch Top 40                                 | #17           |
| Norwegian Top 40                             | #8            |
| UK Singles Chart                             | #32           |
| Chart (21. august 1982)                      | Peak position |
| US Dance Music/Club Play Singles (Billboard) | #21           |